# 筑前高宮駅

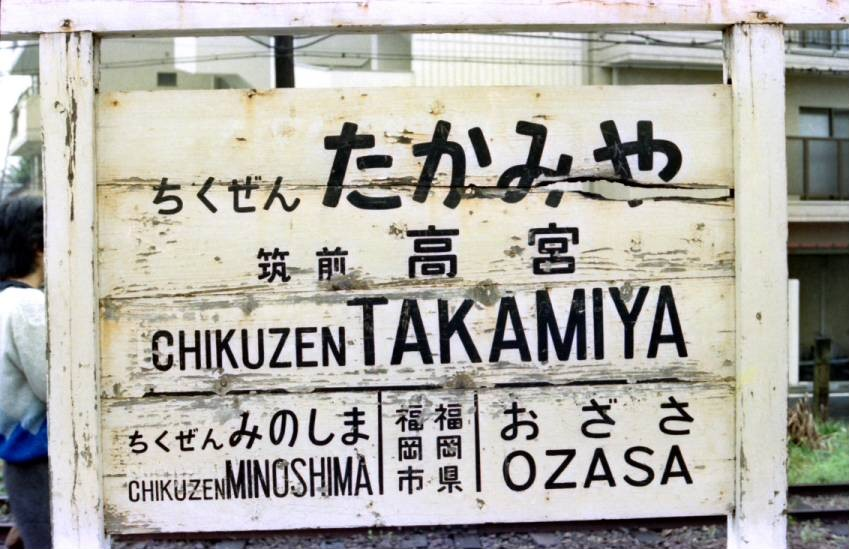
駅名標

筑前高宮駅（ちくぜんたかみやえき）は、かつて福岡県福岡市中央区にあった日本国有鉄道筑肥線の駅である。福岡市地下鉄1号線との直通運転開始に伴う博多駅 - 姪浜駅間の廃止により廃駅となった。
当初駅名の新柳町は、博多商人の渡辺与八郎が九州大学を箱崎に誘致するため、石堂川河口付近の舊柳町にあった遊廓等を移転した新柳町の地名にちなむ。

## 歴史
- 1925年（大正14年）6月15日：北九州鉄道の新柳町駅として開業[1][2]。
- 1937年（昭和12年）10月1日：国有化により筑肥線となり、筑前高宮駅と改称[1][2]。
- 1983年（昭和58年）3月22日：筑肥線の博多 - 姪浜間廃線に伴い廃駅となる[1]。

## 駅構造
島式ホーム1面2線を有する交換可能駅で、上下線の列車が同時に到着した際には500人以上の乗降客でホームが混雑することがあった。駅周辺の早良炭鉱から石炭を積み出す貨物線があり、複数の貨物側線が昭和30年代まで使われていた。ホームの長さは150mで、通常の3両編成の時は問題なかったが、通勤通学時間帯の8両編成の時には後ろの2両がホームからはみ出すため、線路に直接降りる乗客もいた。
駅舎は寄棟造りで、旅行相談所と博多保線区姪浜支区筑前高宮検査長室を伴っていた。

## 利用状況
1974年（昭和49年）の1日当たり乗車客は約3,000人、降車客は約4,000人だった。博多駅まで向かうより当駅で大牟田線に乗り換えた方が天神に近いため、朝のラッシュ時には天神に勤め先がある福岡市役所や福岡県庁（1981年（昭和56年）に東公園に移転）、商社、銀行の職員が乗り換えで利用していた。また、佐賀県の唐津や伊万里から福岡方面で魚介類や果物を売る行商のうち、約20人が当駅で降りてリヤカーに品物を積み替え、駅周辺の住宅街に販売に回っていた

## 駅周辺
新柳町駅の頃は水田が広がる農村地帯で、遊郭の利用客は駅から徒歩で新柳町まで向かった。1965年（昭和40年）頃から駅周辺の開発が始まり、大楠が住宅地に、那の川がビル街になったことで急速に都市化が進んだ。
- 西鉄大牟田線西鉄平尾駅 - 筑前高宮駅との間には、大牟田線の線路をくぐる歩行者用のトンネルがあった[3]。
- 福岡平尾郵便局
- 福岡県立福岡中央高等学校
- 福岡市立高宮中学校
- 福岡市立高宮小学校
- 福岡市立西高宮小学校

## 廃駅後と現状
廃駅後、駅跡地に西鉄バス高宮営業所が設けられたが、1992年ごろに廃止となった。現在では駅跡はサニー那の川店とその駐車場になっている。

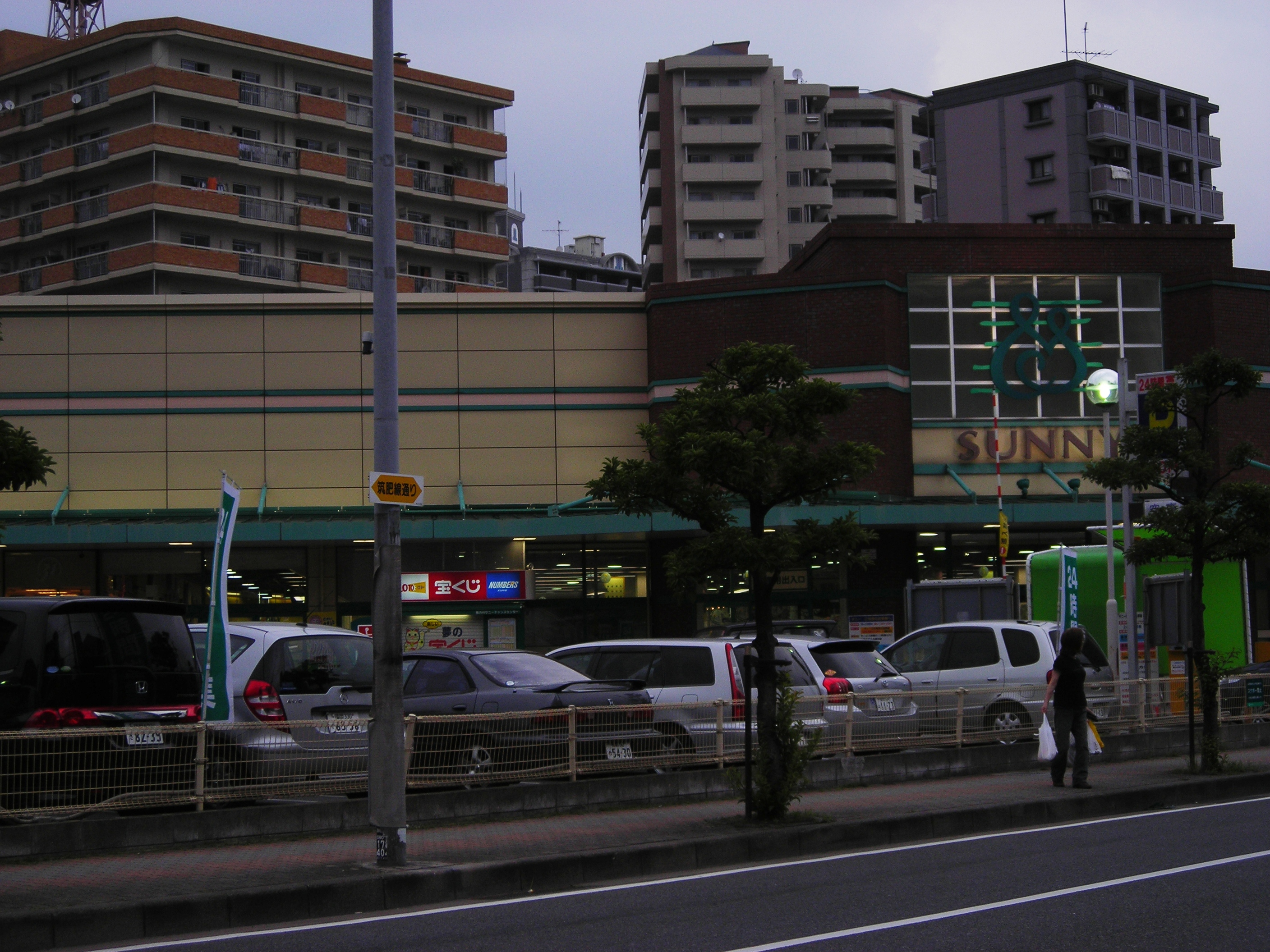
筑前高宮駅の跡地。手前の道路は筑肥線跡の筑肥新道

## 隣の駅
日本国有鉄道
筑肥線
筑前簑島駅 - 筑前高宮駅 - 小笹駅
1936年1月1日から1941年8月10日の間は、当駅から小笹駅寄りの位置に平尾駅があった。駅の間は300 mのみ離れており、国鉄の路線としては異例の短距離だった。